# Schistidium canadense
Schistidium canadense là một loài Rêu trong họ Grimmiaceae. Loài này được (Dupr.) Ignatova & H.H. Blom mô tả khoa học đầu tiên..